# キッド (テレビドラマ)
『キッド』は、日本テレビ系列で1981年9月5日 - 1982年3月27日に「グランド劇場」で放送されたテレビドラマ。

## 概要
黒金警察署に赴任した、妻を亡くした熱血刑事、木戸一平（堺正章）を中心に、彼の周辺で起きる事件、黒金警察署捜査一係と捜査二係の攻防、一平の一人息子で後に脳腫瘍に冒されることになるイサム（柴田一幸）との交換日記による親子のふれあいなどを描く刑事ドラマ。
基本は1話完結であるが、事件の複雑化や捜査の難航で、1話で解決出来ない場合は、2週1話完結のエピソードもある。
出演者は「熱中時代 教師編（第2シリーズ）」の出演者が多く出演している。
番宣には日本のテレビ番組史上最大（当時）となるB全倍2枚1組、縦103cm横291cmに及ぶ巨大なポスターが製作され、都心のターミナル駅などに掲出された。
番組終了後は1982年6月10日で日本テレビ系で再放送されたが、ビデオソフト化されていない。放送ライブラリーで第1話を閲覧する事が出来る。

## 出演
- 木戸一平：堺正章
- 木戸イサム：柴田一幸
- 村岡誠：古尾谷雅人
- 宮部八郎：前田吟
- 赤根憲三：蟹江敬三
- 大江良寛：ポール牧
- 真木隼人：峰竜太
- 北垣竜：宍戸錠
- 竜野忠：小松方正
- 佐久間大：大前均
- 千秋刑事：小林昭男
- 間戸公一：安原義人
- 春日博子：松尾嘉代
- 春日めぐみ：友里千賀子
- 春日しのぶ：真行寺君枝
- 小笠原桃子：山本みどり
- 平野マリ：柏原よしえ
- 一平の妻：高田早苗
- 小室徹：沼田爆
- 妻・千代子：浅利香津代
- 小笠原花江：朝丘雪路
- ：樋浦勉
- ：内田勝正
- 金貸し殺し：たこ八郎
- ：里木佐甫良
- ：Wさくらんぼ
- ：団巌
- ：宮城健太郎
- ：小寺大介
- 有馬文彦：細川俊之
- 小笠原剛太郎：金子信雄
- 春日智之：船越英二
- 美奈子（第十二回からセミレギュラー）：神保美喜

## スタッフ
- 脚本：布施博一、鴨井達比古、田波靖男、鶴島光重
- 音楽：羽田健太郎
- 擬斗：伊奈貫太
- 美術：伊東清
- 技術：松下滋
- 照明：関眞久
- 音声：島孝之
- 撮影：興膳幹雄
- 撮影：仁村秀信
- 演出補：西本淳一
- 制作：小池仁
- 選曲：鈴木清司
- 効果：倉橋静男
- 編集：佐藤正弘
- 調整：原和久
- 記録：由井寅子
- 衣装：桜井輝行
- 化粧：田島絹江
- プロデューサー：高野幹夫
- プロデューサー：荒木功
- 企画：田中知己
- 演出：田中知己、佐藤重直、新沢浩、西本淳一
- 製作協力：ユニオン映画
- 製作：日本テレビ

### 主題歌・挿入歌
- 主題歌「メリーゴーラウンド」（歌：堺正章）
  - 作詞：有川正沙子／作曲：寺尾聰／編曲：井上鑑

- 挿入歌「そんな気分」（歌：堺正章）
  - 作詞：堺正章／作曲：寺尾聰／編曲：井上鑑

## サブタイトル
| 話数       | 放送日        | サブタイトル                  | 脚本              | 演出     | ゲスト                                 | 視聴率 |
| ---------- | ------------- | ----------------------------- | ----------------- | -------- | -------------------------------------- | ------ |
| 第一回     | 1981年 9月5日 | 突撃刑事・木戸一平登場!       | 布勢博一          | 田中知己 |                                        | 20.0%  |
| 第二回     | 9月12日       | 突撃刑事vs強烈放火魔          | 布勢博一          | 田中知己 | 山田隆夫                               | 22.3%  |
| 第三回     | 9月19日       | イサムの家出と説教強盗        | 布勢博一          | 佐藤重直 | 浦辺粂子                               | 21.3%  |
| 第四回     | 9月26日       | 捜査一係vs捜査二係            | 布勢博一          | 新沢浩   |                                        | 17.6%  |
| 第五回     | 10月3日       | 突撃刑事東へ西へ              | 布勢博一          | 田中知己 | 山口美也子、片岡五郎、阿藤海、森川正太 | 14.8%  |
| 第六回     | 10月10日      | これで刑事か?これが刑事だ!    | 布勢博一          | 田中知己 | 阿藤海、森川正太                       | 11.1%  |
| 第七回     | 10月17日      | キッドさん、結婚して!         | 布勢博一          | 新沢浩   | 前田昌明、本阿弥周子                   | 16.8%  |
| 第八回     | 10月24日      | みごと落第!ドロボー博士       | 布勢博一          | 佐藤重直 | 織田あきら                             | 16.3%  |
| 第九回     | 10月31日      | 泥棒会社まとめて御用!         | 布勢博一          | 田中知己 | 熊倉一雄                               | 15.3%  |
| 第十回     | 11月7日       | 夫婦喧嘩と拳銃密輸団          | 布勢博一          | 新沢浩   | 生田悦子、住吉道博                     | 14.0%  |
| 第十一回   | 11月14日      | カゴ抜けサギとカゴの鳥        | 布勢博一          | 佐藤重直 | 山本紀彦                               | 16.4%  |
| 第十二回   | 11月21日      | キッド女刑事を猛特訓!         | 布勢博一          | 田中知己 | 深江章喜、木内みどり                   | 15.2%  |
| 第十三回   | 11月28日      | ニセ者、ニセ者、又ニセ者!     | 布勢博一          | 新沢浩   | 大森暁美                               | 15.3%  |
| 第十四回   | 12月5日       | 捜査二係vs悪党姉弟            | 鴨居達比古        | 佐藤重直 | 甲斐みどり、葦原邦子                   | 15.3%  |
| 第十五回   | 12月12日      | キッド、泥棒劇団に潜入        | 田波靖男 布勢博一 | 田中知己 | 関武志                                 | 15.9%  |
| 第十六回   | 12月19日      | 捜査二係vs猛烈スリ団          | 鶴島光重 布勢博一 | 田中知己 | 殿山泰司、柴田侊彦、池内由美           | 18.3%  |
| 第十七回   | 12月26日      | 家ごと盗んだ大泥棒!           | 布勢博一          | 新沢浩   | 森川正太                               | 14.8%  |
| 第十八回   | 1982年 1月9日 | 爆弾魔と謎の振袖事件          | 布勢博一          | 佐藤重直 | 中西良太                               | 10.1%  |
| 第十九回   | 1月16日       | 交換日記と女子大生の敵        | 布勢博一          | 田中知己 | 服部まこ                               | 16.7%  |
| 第二十回   | 1月23日       | 黒金警察署vs黒金消防署        | 鴨居達比古        | 新沢浩   | 白川和子、粟津號                       | 14.6%  |
| 第二十一回 | 1月30日       | キッドと物言わぬ少女          | 布勢博一          | 西本淳一 | 牧口昌代、多々良純                     | 18.2%  |
| 第二十二回 | 2月6日        | 奇妙なサギ師とイサムの発病    | 布勢博一          | 田中知己 | 草野大悟、浦辺粂子                     | 15.0%  |
| 第二十三回 | 2月13日       | 謎の女とイサムの手術          | 布勢博一          | 田中知己 | 田島令子                               | 15.3%  |
| 第二十四回 | 2月20日       | 見合い旅行で大手柄!           | 布勢博一          | 新沢浩   | 井上高志                               | 17.5%  |
| 第二十五回 | 2月27日       | 村岡刑事のカタキをとれ!       | 田波靖男 布勢博一 | 西本淳一 |                                        | 15.6%  |
| 第二十六回 | 3月6日        | おみくじ泥棒と保険金殺人      | 布勢博一          | 新沢浩   | せんだみつお                           | 18.8%  |
| 第二十七回 | 3月13日       | 独占生中継!恐怖のワイドショー | 鴨井達比古        | 西本淳一 | 高見知佳                               | 18.0%  |
| 第二十八回 | 3月20日       | イサムが誘拐された            | 布勢博一          | 田中知己 | 奥村公延、阿藤海（最終回の前編）       | 18.7%  |
| 最終回     | 3月27日       | グッドバイ・キッド!           | 布勢博一          | 田中知己 | 坂本あきら（最終回の後編）             | 15.5%  |